# Bothriocyrtum
Bothriocyrtum là một chi nhện trong họ Ctenizidae.

## Các loài
- Bothriocyrtum californicum (O. P.-Cambridge, 1874)
- Bothriocyrtum fabrile Simon, 1891
- Bothriocyrtum tractabile Saito, 1933